# Китай на зимових Олімпійських іграх 1992
Китай на зимових Олімпійських іграх 1992, які проходили з 8 по 23 лютого в Альбервілі (Франція), представляли 32 спортсмени у 6 видах спорту.

## Медалісти
| Медалі | Спортсмени | Вид спорту          | Дисципліна         |
| ------ | ---------- | ------------------- | ------------------ |
| Срібло | Е Цяобо    | Ковзанярський спорт | Жінки, 500 метрів  |
| Срібло | Е Цяобо    | Ковзанярський спорт | Жінки, 1000 метрів |
| Срібло | Лі Ян      | Шорт-трек           | Жінки, 500 метрів  |

## Учасники
| Спорт               | Чоловіки | Жінки | Всього |
| ------------------- | -------- | ----- | ------ |
| Біатлон             | 4        | 4     | 8      |
| Гірськолижний спорт | 0        | 2     | 2      |
| Ковзанярський спорт | 4        | 6     | 10     |
| Лижні перегони      | 1        | 2     | 3      |
| Фігурне катання     | 2        | 2     | 4      |
| Шорт-трек           | 1        | 4     | 5      |
| Всього              | 12       | 20    | 32     |

## Біатлон
Спортсменів — 8
Чоловіки
| Спортсмени                                   | Змагання            | Час       | Промахи     | Відставання | Місце |
| -------------------------------------------- | ------------------- | --------- | ----------- | ----------- | ----- |
| Ван Вейї                                     | спринт              | 30:06.0   | 1 (0+1)     | +4:03.7     | 71    |
| Ван Вейї                                     | індивідуальна гонка | 1:03:30.0 | 3 (1+1+1+0) | +5:55.6     | 50    |
| Сун Веньбінь                                 | спринт              | 29:39.3   | 1 (0+1)     | +3:37.0     | 63    |
| Сун Веньбінь                                 | індивідуальна гонка | 1:10:39.7 | 8 (1+1+3+3) | +13:05.3    | 82    |
| Тан Голян                                    | спринт              | 30:22.6   | 1 (1+0)     | +4:20.3     | 75    |
| Тан Голян                                    | індивідуальна гонка | 1:03:39.1 | 1 (0+0+1+0) | +6:04.7     | 52    |
| Тань Хунбінь                                 | спринт              | 29:55.9   | 2 (0+2)     | +3:53.6     | 70    |
| Тань Хунбінь                                 | індивідуальна гонка | 1:07:24.1 | 5 (1+1+2+1) | +9:49.7     | 75    |
| Тань Хунбінь Тан Голян Ван Вейї Сун Веньбінь | естафета            | 1:33:52.4 | 1 (0+1)     | +9:08.9     | 17    |

Жінки
| Спортсмени                        | Змагання            | Час       | Промахи      | Відставання | Місце |
| --------------------------------- | ------------------- | --------- | ------------ | ----------- | ----- |
| Сун Айцінь                        | спринт              | 27:21.2   | 3 (1+2)      | +2:52.0     | 29    |
| Сун Айцінь                        | індивідуальна гонка | 57:31.3   | 5 (2+1+1+1)  | +5:44.1     | 30    |
| Лю Ґюлань                         | спринт              | DNF       | DNF          | DNF         | DNF   |
| Лю Ґюлань                         | індивідуальна гонка | 59:55.4   | 5 (2+1+0+2)  | +8:08.2     | 49    |
| Ван Цзіньпін                      | спринт              | 28:42.4   | 1 (0+1)      | +4:13.2     | 52    |
| Ван Цзіньпін                      | індивідуальна гонка | 1:03:01.1 | 7 (1+2+2+2)  | +11:13.9    | 61    |
| Ван Цзіньфень                     | спринт              | 27:53.2   | 2 (0+2)      | +3:24.0     | 35    |
| Ван Цзіньфень                     | індивідуальна гонка | 1:03:53.0 | 10 (3+2+2+3) | +12:05.8    | 65    |
| Ван Цзіньпін Лю Ґюлань Сун Айцінь | естафета            | 1:23:51.0 | 4 (0+4)      | +7:55.4     | 12    |